# Exitianus exitiosa
Exitianus exitiosa är en insektsart som beskrevs av Philip Reese Uhler 1880. Exitianus exitiosa ingår i släktet Exitianus och familjen dvärgstritar. Inga underarter finns listade i Catalogue of Life.